# Знаме на Германската демократична република
След образуването на Германската демократична република от 1949 до 1959 година знамето на ГДР е същото като на Западна Германия и съвременното национално знаме на Германия. Гербът на ГДР е приет през 1955 г., след което със закон е поставен върху знамето на ГДР.
Знамето представлява 3 хоризонтално разположени ивици – черна, червена и златна, с поставен герб в средата, за да се различава от знамето на ФРГ. Чукът от герба символизира работническата класа, пергелът – интелигенцията, а ръжените класове – селяните.
Носенето и показването на това знаме отначало се е разглеждало от Западна Германия и Западен Берлин като неконституционно и се е преследвало от полицията. С идването на власт на Вили Брант и провежданата от него Източна политика (Ostpolitik) това преследване е спряно.
Знамето на ГДР продължава да буди спорове и дискусии след Обединението на Германия. Някои футболни запалянковци от бившата Източна Германия често го развяват по стадионите при футболни срещи. Това гневи западните запалянковци и често се стига до побоища и забрана за влизането по стадионите на запалянковци, развяващи знамето на ГДР.